# Absolutely Fabulous
Pour les articles homonymes, voir Absolutely Fabulous (homonymie).
Absolutely Fabulous est une série télévisée britannique en 42 épisodes de 25 minutes, créée par Jennifer Saunders et Dawn French et diffusée entre le 12 novembre 1992 et le 25 décembre 2004 sur la chaîne BBC Two.

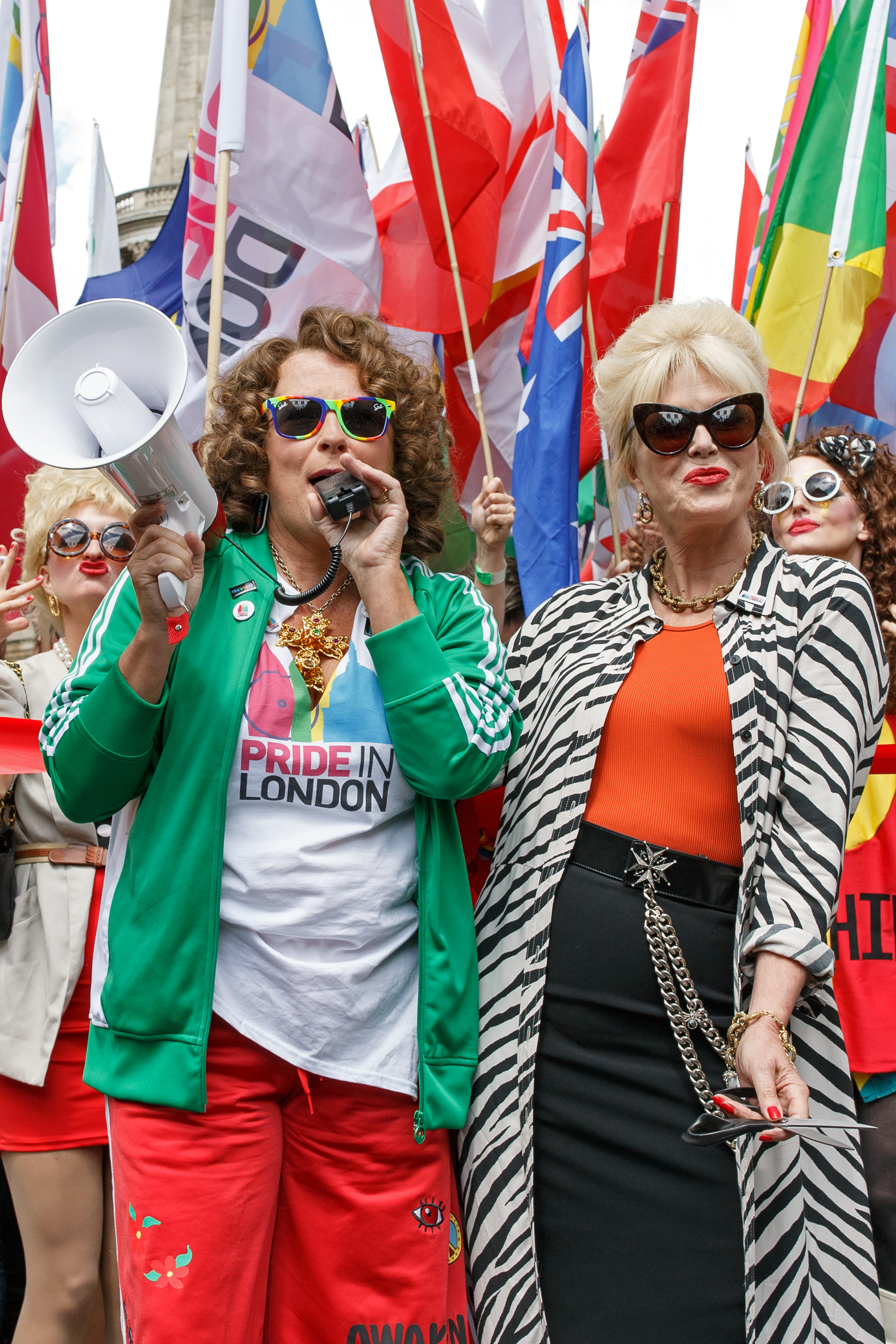
Jennifer Saunders et Joanna Lumley dans le rôle d'Edina Monsoon et Patsy Stone d'Absolutely Fabulous at Pride à Londres 2016.

En France, la série a été diffusée en version française à partir du 17 septembre 1994 sur Canal+, d'abord sous le titre Absolument fabuleux. Puis en version originale sous-titrée, à l'été 1995 toujours sur Canal+. À partir du 12 mars 1996, Canal Jimmy rediffuse les deux premières saisons, et programme la saison 3, jusque-là inédite. Rediffusion à partir d'avril 1998 sur Arte.
À l'occasion du 20e anniversaire de Absolutely Fabulous, BBC One a diffusé en décembre 2011 et en janvier 2012 deux nouveaux épisodes spéciaux hors série. Un troisième épisode hors série est diffusé le 23 juillet 2012 et se déroule durant les jeux olympiques de Londres.

## Synopsis
Cette série met en scène les mésaventures d’Edina et Patsy, deux Londoniennes quadragénaires, grandes consommatrices d’alcool et de drogues diverses. Edina, qui dirige sa propre société de relations publiques, entretient des rapports difficiles avec sa fille, Saffron, qu’elle juge trop sérieuse. Patsy, journaliste de mode anorexique (« elle n’a rien avalé de solide depuis 1973 »), tabagique et nymphomane, vit plus ou moins aux crochets d’Edina, sa seule amie.

## Distribution

### Personnages principaux
- Jennifer Saunders (VF : Micky Sébastian) : Edina Monsoon, dit Eddy
- Joanna Lumley (VF : Frédérique Tirmont) : Patsy Stone
- Julia Sawalha (VF : Élisabeth Ventura) : Saffron Monsoon, dite Saffy
- Jane Horrocks (VF : Charlyne Pestel) : Bubble / Katy Grin
- June Whitfield (VF : Michèle Bardollet) : June Monsoon

### Personnages récurrents
- Christopher Malcolm (VF : Nicolas Marié) : Justin
- Christopher Ryan (en) (VF : Jacques Bouanich) : Marshall Turtle
- Helen Lederer (VF : Françoise Dasque) : Catriona
- Harriet Thorpe (VF : Déborah Perret) : Fleur
- Kathy Burke (VF : Martine Irzenski) : Magda
- Kate O’Mara : Jackie Stone
- Mo Gaffney (VF : Pauline Larrieu) : Bo Crysalis Turtle
- Felix Dexter (VF : Greg Germain) : John Johnston
- Celia Imrie : Claudia Bing
Version originale sous-titrée en français (saisons 1, 2 et 3)Laura Cynober et Pascale Joseph
Version française
  - Société de doublage : Karina Films[2]
  - Direction artistique : Claudio Ventura et Karine Ventura[2]
  - Adaptation des dialogues : Jacqueline Cohen, William Coryn et Lionel Deschoux[2]

Source V. F. : Doublage Séries Database

## Épisodes

### Première saison (1992)
1. Le Défilé de mode (Fashion)
2. Vive le régime ! (Fat)
3. Vacances en Provence (France)
4. Le Caisson (Iso Tank)
5. Joyeux anniversaire (Birthday)
6. Le Magazine (Magazine)

### Deuxième saison (1994)
1. L’Hôpital (Hospital)
2. La Veillée funèbre (Death)
3. Le Maroc (Morocco)
4. Une si belle amitié (New Best Friend)
5. La Pauvreté (Poor)
6. La Naissance (Birth)

### Hors saison (1995)
1. Mode d’emploi (How To Be Absolutely Fabulous)

### Troisième saison (1995)
1. Poignée de porte (Door Handle)
2. Bonne année ! (Happy New Year)
3. Sexe (Sex)
4. Jalousie (Jealous)
5. Peur (Fear)
6. Fin (The End)

### Hors saison (1996)
1. Leur dernier délire - 1re partie (The Last Shout - Part 1)
2. Leur dernier délire - 2e partie (The Last Shout - Part 2)
3. Titre français inconnu (Absolutely Fabulous: A Life)

### Quatrième saison (2001)
1. Lifting sauvage (Parralox)
2. Branchées à mort (Fish Farm)
3. Shooting à Paris (Paris)
4. Désintox (Donkey)
5. Mère indigne (Small Opening)
6. Affres de la ménopause (Menopause)

### Hors saison (2002)
1. Gay (Gay)

### Cinquième saison (2003)
1. Edina fait le ménage (Cleanin’ )
2. Edina tient salon (Book Clubbin’ )
3. Big Mother (Panickin’ )
4. La chasse aux dindes est ouverte (Huntin’, Shootin’ and Fishin’ )
5. La Naissance (Birthin’ )
6. Abbey Road revisité (Schmoozin’ )
7. Bébé modèle (Exploitin’ )

### Hors saison (2003-2004)
1. La Mère Noël n’est pas une ordure (Cold Turkey)
2. Titre français inconnu (The Story of Absolutely Fabulous)
3. Absolutely Fabulous Special (White Box)

### Hors saison (2011-2012)
1. Une identité (Identity)
2. Un boulot  (Job)
3. Aux Jeux Olympiques (Olympics)

## Commentaires
Un sketch de 1990 du duo comique féminin, Dawn French et Jennifer Saunders, très célèbre Outre-Manche, est à l'origine de la création de la série.
Jennifer Saunders repéra Joanna Lumley comme partenaire idéale pour la série lors d'un sketch auquel cette dernière participa pour l’émission comique Ruby Wax à la télévision britannique.
Très satirique, cette série (communément abrégée AbFab) connaît un immense succès, aussi bien en Grande-Bretagne qu’aux États-Unis et en France où la série est diffusée sur l'ancienne chaîne Jimmy, filiale du groupe Canal+.
Dans la saison 2 de Drag Race France, une des participantes, Sara Forever, fait une référence à ce show lors de l'épisode 8.
La chanson du générique est une reprise de Bob Dylan, This Wheel's on Fire, réinterprétée par Julie Driscoll et Adrian Edmondson (futur époux de Saunders et l'un de ses acolytes au sein de la troupe de comédiens The Comic Strip qui rencontra un grand succès au théâtre et à la télévision britannique).

## Distinctions

### Récompenses
- BAFTA Awards 1993 :
  - Meilleure série comique
  - Meilleure actrice pour Joanna Lumley
- British Comedy Awards 1993 : meilleure actrice pour Joanna Lumley
- BAFTA Awards 1995 : meilleure actrice pour Joanna Lumley
- International Emmy Awards 2012 : meilleure comédie

## Produits dérivés

### Film
- Absolument fabuleux, adaptation française de la série, réalisé par Gabriel Aghion en 2001.
- Absolutely Fabulous : le film réalisé par Mandie Fletcher (en), sorti en juillet 2016[4].